# Лайд, Татьяна Константиновна
Татьяна Лайд (в дев. — Воробьёва; 10 января 1946, Таллинн) — советская эстонская балерина и педагог. Заслуженная артистка Эстонской ССР (1980).

## Биография
Родилась в 1946 году в Таллине в семье военного.
В 1964 году окончила Таллинское хореографическое училище (класс Зои Калеви-Силлы).
В 1964—1989 годах — балерина Государственного академического театра оперы и балета «Эстония».
Член КПСС с 1976 года. Член Театрального общества Эстонской ССР с 1977 года. В 1980 году присвоено звание Заслуженный артист Эстонской ССР.
Дважды была замужем: первый муж в 1966—1971 годах — оперный певец Тео Майсте, второй муж в 1974—1987 годах — эстрадный певец Арво Лайд.
Одновременно с выступлениями в 1985-89 годах преподавала классический танец в Таллиннском хореографическом училище.
С 1990 года является преподавателем балетной студии Кайе Кырб.